# Copa LP Chile 2024
Il Copa LP Chile 2024, chiamato anche LP Open by IND per motivi di sponsorizzazione, è un torneo femminile di tennis giocato sui campi in terra rossa. È la 7ª edizione del torneo, facente parte della categoria WTA 125 nell'ambito del WTA Challenger Tour 2024. Si gioca all' Hacienda Chicureo di Colina in Cile dal 18 al 24 novembre 2024.

## Partecipanti al singolare

### Teste di serie
| Nazionalità | Giocatrice        | Ranking* | Testa di serie |
| ----------- | ----------------- | -------- | -------------- |
| Paesi Bassi | Suzan Lamens      | 87       | 1              |
| Argentina   | María Carlé       | 95       | 2              |
| Egitto      | Mayar Sherif      | 100      | 3              |
| Stati Uniti | Robin Montgomery  | 107      | 4              |
| Francia     | Chloé Paquet      | 111      | 5              |
| Lettonia    | Darja Semeņistaja | 121      | 6              |
| Brasile     | Laura Pigossi     | 129      | 7              |
| Rep. Ceca   | Sára Bejlek       | 142      | 8              |

* Ranking all'11 novembre 2024.

### Altre partecipanti
Le seguenti giocatrici hanno ricevuto una wild card per il tabellone principale:
- Jimar Gerald González
- Fernanda Labraña
- Lucciana Pérez Alarcón
- Antonia Vergara Rivera

Le seguenti giocatrici sono passate dalle qualificazioni:
- Martina Capurro Taborda
- Nicole Fossa Huergo
- Dar'ja Lodikova
- Oleksandra Olijnykova

Le seguenti giocatrici sono entrate in tabellone come lucky loser:
- Georgia Crăciun
- Ylena In-Albon
- Fernanda Rain Contreras

### Ritiri
Prima del torneo
- Chloé Paquet → sostituita da  Georgia Crăciun
- Solana Sierra → sostituita da  Ylena In-Albon
- Valerija Strachova → sostituita da  Fernanda Rain Contreras

## Partecipanti al doppio

### Teste di serie
| Nazione     | Giocatrice          | Nazione  | Giocatrice          | Rank1 | Teste di serie |
| ----------- | ------------------- | -------- | ------------------- | ----- | -------------- |
| Stati Uniti | Jessie Aney         |          | Amina Anšba         | 239   | 1              |
| Portogallo  | Francisca Jorge     | Brasile  | Laura Pigossi       | 336   | 2              |
| Italia      | Nicole Fossa Huergo | Colombia | María Paulina Pérez | 366   | 3              |
| Francia     | Léolia Jeanjean     | Francia  | Kristina Mladenovic | 405   | 4              |

* Ranking all'11 novembre 2024.

## Campionesse

### Singolare
Nina Stojanović ha sconfitto in finale  María Carlé con il punteggio di 3-6, 6-4, 6-4.

### Doppio
Mayar Sherif /  Nina Stojanović hanno sconfitto in finale  Léolia Jeanjean /  Kristina Mladenovic per ritiro.